# Cyperus brunneofibrosus
Cyperus brunneofibrosus är en halvgräsart som beskrevs av Kaare Arnstein Lye. Cyperus brunneofibrosus ingår i släktet papyrusar, och familjen halvgräs. Inga underarter finns listade i Catalogue of Life.